# Avid
A Avid Technology é uma empresa americana, localizada em Massachusetts, fundada em 1987 e por força de expressão, as pessoas acabam chamando de Avid todos os sistemas de edição não-linear desta empresa.
Atualmente a empresa disponibiliza uma grande quantidade de sistemas de edição que podemos dividir em sistemas de edição propriamente ditos para jornalismo ou produções diversas como o Media Composer, Avid Express e o Newscutter; finalização, como o Symphony e o DS Nitris; áudio, como o Pro Tools, Venue; animação, como o Softimage; e sistemas de armazenamento e compartilhamento de mídia como o Avid Unit e o Avid Interplay, e o software de editoração de partituras Sibelius.
Uma comparação simples entre os sistemas de edição lineares e os sistemas de edição não-lineares seria a máquina de escrever com os processadores de texto tipo Word. Na máquina de escrever (sistema linear), se cometemos um erro e queremos corrigir uma linha inteira que foi mal digitada, temos que refazer todo o texto de novo, caso contrário teremos um trabalho (neste caso, um texto escrito à máquina) mal finalizado ou mal apresentado. Como todos sabem, com um processador de texto comum, a linha que foi digitada de maneira errada pode desaparecer ou ser deslocada com apenas alguns cliques, e desta maneira, o trabalho finalizado estará bem acabado e, o mais importante nos dias atuais, com rapidez.
O Avid, por ser um sistema de edição não-linear, trata as imagens, sons, caracteres gráficos, da mesma maneira que os processadores de texto como o Word: de maneira rápida e eficiente, onde as correções e o esquema "COPY-PASTE" estão ao seu lado. Além disso, quando o medo de errar desaparece, a criatividade tem mais espaço. O já velho conhecido "UNDO" ou CONTROL + Z é peça importante e muito utilizada neste sistema. 
Os equipamentos de edição lineares, como as máquinas de vídeo-tape ou VTs de diferentes formatos com o Betacam SP, Hi-8, Umatic, estão se tornando obsoletos, devido às facilidades que a edição não-linear traz, já descritas acima, além do preço, já que atualmente pode-se utilizar um computador "caseiro" para os mais diversos projetos.
A Dreamworks Animation que atua no segmento de animações 3D usa programas Avid em sua edição.